# Busto di Francesco II Gonzaga
Il busto di Francesco II Gonzaga è un'opera scultorea in terracotta (altezza senza piedistallo 50 cm) attribuita a Giovanni Cristoforo Romano, databile al 1498-1500 circa e conservata nel Museo della città di palazzo San Sebastiano di Mantova.

## Storia e descrizione
Il busto ritrae il IV marchese di Mantova con corazza finemente lavorata e il volto incorniciato dalla barba e dai lunghi capelli, che ricordano il principe ritratto da Andrea Mantegna nella pala Madonna della Vittoria conservata al Louvre. Un'aquila sorregge una targa che reca incisa un'iscrizione su tre righe: .DVC/ '.OR/ TRIVMPHOS. La scultura venne probabilmente commissionata dopo la vittoria riportata dal Gonzaga nella battaglia di Fornovo del 9 luglio 1495..